# Ricardo Soares Florêncio
Ricardo Soares Florêncio (Olinda, 16 juni 1976) is een Braziliaans voormalig voetballer die bekend werd onder de naam Ricardo Russo.
Russo begon zijn loopbaan als verdediger in 1995 bij Sport Club do Recife en was daarna succesvol bij EC Vitória en Cruzeiro EC. Hierna kwam hij onder meer uit voor Botafogo SP, Santos FC, AD São Caetano en CR Vasco da Gama. In 2003 speelde hij kort bij Spartak Moskou en in 2007 besloot hij zijn loopbaan bij Santa Cruz FC.
Hij speelde vijf keer voor het Braziliaans voetbalelftal waarmee hij in 1997 de Confederations Cup won en in 1998 derde werd op de CONCACAF Gold Cup.